# Isabel Zuleta
Isabel Zuleta (født d. 12. april 1982 i Ituango, som ligger i Antioquia Departementet i Colombia) er miljøaktivist og medlem af Movimiento Rios Vivos (MRV).

## Aktivisme
Movimiento Rios Vivos (De levende floders bevægelse) er en bevægelse, der forsvarer territorier og lokalsamfund, der er påvirkede af dæmningskonstruktioner og mineprojekter i det nordlige Colombia. Zuleta har gjort sig bemærket ved at være talsperson i kampen imod Ituangodæmningen (Hidroituango). Grundet konstruktionen af Ituangodæmningen er indbyggerne i området blevet fordrevet og har mistet muligheden for at arbejde med minedrift og fiskeri i floden Rio Cauca. Indbyggerne er ikke blevet kompenseret for deres tab og er blevet udsat for overgreb fra politi, militær, lokale militser og guerillagrupper siden 2013. Menneskerettighedsforkæmpere, der er gået imod konstruktionen af Ituangodæmningen har været udsat for trusler, oplevet overvågning, smædekampagner, indbrud, dødstrusler og drab.
Zuleta har på samme vis oplevet overvågning, hendes kommunikationsmidler er blevet forstyrret og hun har været offer for dødstrusler og kriminalisering.
Zuleta har talt højt om marginaliseringen af de colombianske landdistrikter i forbindelse med den colombianske fredsproces, militariseringen af territorier og den udbredte diskurs om at sociale og miljømæssige problemer står i vejen for fredsprocessen. Pga. hendes aktivisme er Zuleta og mange andre menneskerettighedsforkæmpere blevet forfulgt af paramilitære grupper. 